# Conseil national électoral (Colombie)
Pour les articles homonymes, voir CNE et Conseil national électoral.
Le Conseil national électoral (Consejo Nacional Electoral : CNE) est une institution colombienne  chargée d'inspecter et de surveiller l'organisation des élections.
En Colombie, le Conseil national électoral  est une institution créée par l'article 265 de la loi constitutionnelle de Colombie de 1991 : il a pour charge l'inspection et la surveillance de l'organisation des élections. 
- Le CNE est censé décider de la date et du lieu des élections, superviser l'organisation et le financement des partis et des mouvements politiques en Colombie
- Elle supervise également les sondages.
- Après chaque élection, le CNE est chargé de la comptabilité des votes : c'est lui qui déclare les vainqueurs de l'élection.
- Il confère aux partis qui se constituent le statut légal qui leur permet de réclamer un financement et les interdit de posséder des médias nationaux.